# 龙江街道 (锦州市)
龙江街道，是中华人民共和国辽宁省锦州市凌河区下辖的一个乡镇级行政单位。

## 行政区划
龙江街道下辖以下地区：
龙南西社区、龙北东社区、龙南东社区、龙北西社区、安和西社区、安和东社区和师范社区。